# 傅碧霞
傅碧霞（1937年7月12日—2021年7月16日），居港上海人，1970年到2004年在臺灣臺北市聖道兒童之家服務，2018年在基隆市創建主恩兒童之家育幼院。

## 生平紀事
傅碧霞生於上海，生長於基督徒家庭。1950年，她十三歲時，舉家遷至香港，入建道神學院就讀。畢業後，經教會師母介紹，和當時擔任教會執事、印尼華僑王振民結婚。由於夫家在印尼、香港和台灣都有事業，她和丈夫就負責香港和台灣兩方面對印尼的商務。她會義務幫忙教會工作，也於校園團契擔任義工。
1970年，傅碧霞得知已七旬的老牧師計志文在天母的聖道兒童之家需有人主持，便於該年10月攜帶十萬元港幣到臺灣服務，並捐錢貼購孤兒院設備。她還將當時兩歲半的長子、一歲的長女一同帶到院中，和其他院童一起生活。在1972報導時，院童就有一百三十位，幼稚園四人、國小七十六人、國中三十三人、高中與專校十四人、大專三人，光是每人平均花費就要新臺幣七百元。1970年代，又遇到第一次石油危機，經濟蕭條，物價飛漲，院中開銷負擔大。為增加收入，傅院長趁院童空暇時，一同勞動作經文書籤、緞帶花、木片小等以貼補開支。此外，院童的醫藥費也是麻煩，經由榮民總醫院X光科的醫生鍾昌宏在1973年10月找來鄭國琪等醫生固定時間義診，才患病的比例大為減少。
傅碧霞重視孩童的品德與學業，規定學期間要上午六時起床，假日延到七時，自己整理個人內務、打掃環境，然後用完早餐後各自上學，放學準時返院並簽到，晚上作晚自修與晚禱課，十時熄燈就寢，外出或遲歸都必須向值日老師請假。她認為這些院童身世比一般孩子弱勢，若能多讀一點書，將來人生道路更可以走得平順些，於是會讓他們繼續升學。對於收容的院生犯了搶劫罪，她說院方雖比不上富家子弟，但絕對不比普通家庭差，希望社會能以更寬大包容心來疼愛這群可憐的孩子。雙親都遇害的院生林作逸回憶，他去花蓮師專念書時，一次聖誕節，傅媽媽竟然親自前往花蓮送毛衣及營養品給他。擔任到台南奇美醫院心臟外科主任的王先灝，談起傅院長有如親生，還自掏腰包讓他補習。
聖道兒童之家原先在天母美國學校旁時，有教室與宿舍、教堂、籃球場、和幼兒玩具遊戲場。至1984年，該院不再收到美國總會的經濟支援，全賴國內、外捐款運作。1998年4月，基督教中國佈道會董事會決定搬遷此院，變賣原院地，唯一拒絕的董事傅碧霞被董事會向士林地檢署提起侵占告訴。中佈會董事長杜明達解釋，因天母住戶社經地位較高，院童會感到自卑，甚至避開同學才敢回到育幼院，不利兒童身心發展，所以董事會決定搬遷。法官審理一年多，2001年判決佈道會對傅碧霞的委任關係自1998年7月1日起不存在。2002年12月16日，院童上學之時，杜明達帶大批保全人員進駐院區，舉行新院長李文元接管事宜，遭到院內職員嚴重抗爭，場面一度陷入混亂。後來，傅碧霞依然作院長到2004年。
2004年母親節，舉行傅碧霞榮退感恩禮拜與茶會時，前來聚會的前院生們唱起由院歌《The Church in the Wildwood》。聖道兒童之家2009年搬遷至承德路七段後，共一千七百一十五坪的舊址委託世邦魏理仕在2010年1月28日宣布以新臺幣四十九億七千萬標售。舊院址今為樓高三十八層的華固天鑄，處於天母的房價最高區段。

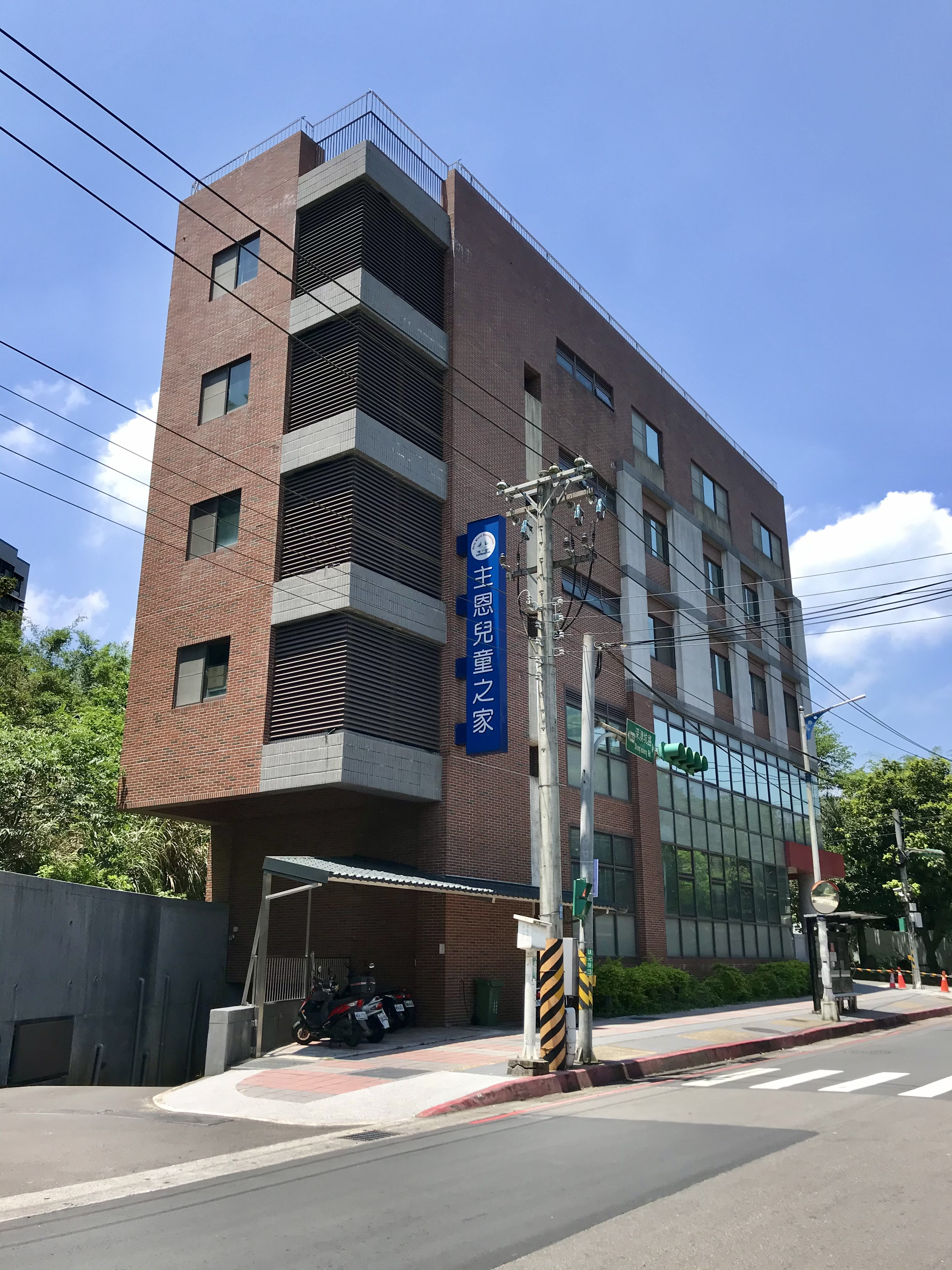
主恩兒童之家

之後，傅碧霞在基隆建立主恩兒童之家。2018年8月11日落成時，工程費達一億五千萬，還積欠廠商兩千四百五十萬元。臺灣同樣創立育幼院的上海人，還有王守信。
傅碧霞在2021年2月卸下計志文聖道基金會執行長，7月16日凌晨去世。

## 外部連結
- 「永遠的媽媽」傅碧霞長老生平略歷